# Saint-Mards
Saint-Mards – miejscowość i gmina we Francji, w regionie Normandia, w departamencie Sekwana Nadmorska.
Według danych na rok 1990 gminę zamieszkiwało 201 osób, a gęstość zaludnienia wynosiła 31 osób/km² (wśród 1421 gmin Górnej Normandii Saint-Mards plasuje się na 700. miejscu pod względem liczby ludności, natomiast pod względem powierzchni na miejscu 571.).